# Hundskopf (Karwendel)
Le Hundskopf est une montagne culminant à 2 243 m d'altitude dans le massif des Karwendel.

## Géographie
Il est le sommet rocheux le plus oriental du chaînon Gleirsch-Halltal. Au sud du Hundskopf se trouve l'Inntal ; au nord il présente une falaise abrupte vers le Vomper Loch.

## Ascension
Deux voies mènent au sommet. Le sommet peut être atteint à partir du col Mannl-und-Weibele à l'ouest du sommet par la via ferrata Felix Kuen. La voie la plus fréquentée emprunte la crête orientale en raison de sa facilité d'accès depuis le refuge du Hinterhornalm.